# Aéroport international de Kelowna
L’Aéroport international de Kelowna est un aéroport de la Colombie-Britannique, (Canada), situé à Kelowna dans le district régional de Central Okanagan. Il dessert principalement l'ouest canadien, des destinations tropicales s'y ajoutent en hiver. En 2023, la fréquentation dépasse 2 millions de passagers.

## Situation

### Carte des aéroports du Réseau National du Canada
| \| 300 km1:20 691 000 \| Calgary Charlottetown Edmonton Fredericton Gander Moncton Halifax Iqaluit Kelowna London Montréal–Mirabel Montréal–Trudeau Ottawa Prince George Québec Regina Saint-Jean Saskatoon Saint-Jean de T.-N. Thunder Bay Toronto Pearson Vancouver Victoria Whitehorse Winnipeg Yellowknife |
| 300 km1:20 691 000 |

## Statistiques
La fréquentation de l'aéroport atteint 2 032 624 passagers en 2023 retrouvant sont niveau antérieur à la pandémie de Covid-19. 
Pour des raisons techniques, il est temporairement impossible d'afficher le graphique qui aurait dû être présenté ici.

Voir la requête brute et les sources sur Wikidata.

## Compagnies et destinations
| Compagnies               | Destinations |
| ------------------------ | --- |
| Air Canada               | Montréal (P.-E.-Trudeau) En saison : Toronto (Pearson), Vancouver |
| Air Canada Express       | Calgary, Vancouver |
| Air Canada Rouge         | Toronto (Pearson) |
| Air North                | Vancouver, Whitehorse (E. Nielsen) |
| Alaska Airlines          | Seattle-Tacoma En saison: Los Angeles |
| Canadian North           | Charter: Fort McMurray, Kamloops, Vancouver |
| Central Mountain Air     | Prince George, Vancouver |
| Flair Airlines           | Calgary, Edmonton En saison: Vancouver |
| North Cariboo Air        | Charter: Fort St. John, Victoria (International), Vancouver |
| Pacific Coastal Airlines | Comox, Nanaimo, Prince George, Victoria (International) |
| Porter Airlines          | Toronto (Pearson) |
| WestJet                  | Calgary, Edmonton, Toronto (Pearson), Vancouver En saison : Cancún, Las Vegas-Harry-Reid, Mazatlán, Phoenix-Sky Harbor, Puerto Vallarta, Los Cabos, Winnipeg (J. A. Richardson) |
| WestJet Encore           | Calgary, Edmonton, Seattle-Tacoma, Vancouver, Victoria (International) En saison: Régina, Saskatoon                                                                             |

Édité le 10/04/2025